# 初精
初精是指青春期男性的睪丸初次分泌精子，或是第一次射精，和女性的初潮類似，都是生殖器官發育中會出現的情形。青春期男性對於初精會有不同的反應，從懼怕到興奮甚至欣慰都有。
初精表示男性將要進入性成熟的階段，發生在第二性徵正要開始發育的時候。初精的年齡不容易判斷，不過研究者試著在不同的族群中採集男孩的過夜尿液，檢驗當中是否有精子。根據不同的研究資料，初精約在9歲到13歲之間。
在一項研究中，男孩被問到第一次射精的情況。最常見的是通過夜間遺精發生的，相當多的男孩通過自慰經歷了初精。比較少見的是，第一次射精發生在與異性進行性交時。

## 概要
它是男孩性成熟过程中一个重要的过程，对应于女孩的初潮。同时也可以证明已经产生了精液，并且导致射精的性功能发育过程没有异常，并且能够与达到月经期的女孩一起获得了生育能力。这意味着他们从孩子到成年的身体过程中已经成长了一步。

### 青春期現象
- 第二性徵
- 女性：初潮（初經）、乳房初長
- 陰毛初現
- 性腺初育

## 外部連結

### 青春期資訊
- 衛生福利部國民健康署-健康九九網站-青春好漾館 （页面存档备份，存于）
- 香港特別行政區政府衛生署學生健康服務-性教育 （页面存档备份，存于）
- 香港家庭計劃指導會-性問性答-射精及夢遺 （页面存档备份，存于）